# 平和堂ミラノ
平和堂 ミラノ（へいわどう みらの、1965年6月16日 - 2003年6月20日）は、日本の女優、劇作家。本名、田嶋裕子。兵庫県出身。父は関西テレビ放送専務取締役、愛媛放送（現テレビ愛媛）社長を歴任した田嶋徳之。1989年に神戸大学演劇研究会「はちの巣座」に所属していた西田シャトナー、腹筋善之介、保村大和らとともに、劇団「惑星ピスタチオ」を結成し、看板女優兼劇作家として活動。1998年『大切なバカンス』出演後に退団。「クチーナ・ミラノ」を立ち上げ、田嶋ミラノ（たじま みらの）に改名。2003年6月20日に脳出血で死去。享年38歳。

## 脚本
- モダネラ（惑星ピスタチオ、1991年4月）
- レコンキスタ（惑星ピスタチオ、1993年2月）
- 満月の都（惑星ピスタチオ、1995年6月）
- 大切なバカンス（惑星ピスタチオ、1998年4月 - 6月）[4]

## 惑星ピスタチオ以外の出演作品

### 舞台
- 演劇集団キャラメルボックス
  - マイ・ベル（1998年）
  - キャンドルは燃えているか（1999年） - 泉 役[1]
  - また逢おうと竜馬は言った（2000年） - 本郷ケイコ 役[5]

### 映画
- ヒロイン！なにわボンバーズ（1998年）[6]

## クチーナ・ミラノの上演作品
- スター・フィールド・カフェ（1999年5月7日 - 9日、シアターアプル / 5月14日 - 16日、新神戸オリエンタル劇場）[7]
- 幸せな孤独な薔薇（2000年5月10日 - 14日、シアターアプル） - 演出：成井豊[8]